# 죽으면 살리라
"죽으면 살리라"는 1982년에 개봉한 대한민국의 영화이다.

## 캐스팅
- 윤복희
- 박암
- 최성관
- 김민규
- 한은진
- 김해숙
- 오영아
- 고아라
- 이경희
- 신양균
- 석인수
- 남수정
- 김윤형
- 김기범
- 조춘
- 임성포
- 유명순
- 김경란
- 박소미
- 이인옥
- 최석
- 박용팔
- 이영호
- 임해림
- 윤일주
- 나갑성
- 전숙
- 신지은